# یواس‌اس کلرادو (ای‌سی‌آر-۷)
یواس‌اس کلرادو (ای‌سی‌آر-۷) (به انگلیسی: USS Colorado (ACR-7)) یک کشتی بود که طول آن ۵۰۴ فوت (۱۵۴ متر) بود. این کشتی در سال ۱۹۰۳ ساخته شد.